# Črni Potok pri Kočevju
Črni Potok pri Kočevju je naselje v občini Kočevje.